# Steve Brimacombe
Steve Brimacombe, född den 7 maj 1971 är en australisk före detta friidrottare som tävlade i kortdistanslöpning.
Brimacombe deltog vid VM 1995 där han blev utslagen i semifinalen på 200 meter. Han ingick även i stafettlaget på 4 x 100 meter tillsammans med Paul Henderson, Tim Jackson och Damien Marsh som blev silvermedaljörer efter Kanada. 
Han deltog även vid VM 1999 men blev då utslagen redan i försöken på 200 meter.  Vid VM 2001 ingick han tillsammans med Matthew Shirvington, Paul Di Bella och Adam Basil i det australiska stafettlag på 4 x 100 meter som blev bronsmedaljörer efter Sydafrika och Trinidad och Tobago.

## Personliga rekord
- 100 meter - 10,28
- 200 meter - 20,30